# Акіліну Рібейру
Акіліну Го́міш Рібейру (порт. Aquilino Gomes Ribeiro; *13 вересня 1885, Каррегал, Візеу, Португалія — 27 травня 1963, Лісабон) — один з найвизначніших і найбільш плідних португальських письменників 1-ї половини XX століття.

## Біографія
Народився у селі Каррегал муніципалітету Сернансельє у провінції Бейра-Алта з центром у місті Візеу. Через роки описав своє дитинство у книзі спогадів Cinco Reis de Gente (1948). У 10-річному віці, разом з батьками переселився до Моймента-да-Бейра.
Після закінчення школи вивчав філософію й теологію, але за півроку теологію покинув, не маючи до неї потягу.
За політичними уподобаннями належав до республіканців. Замолоду поділяв ідеї анархізму. Був членом масонської ложі «Гора Великого Сходу Лузитанії» (Loja Montanha do GOL) і карбонарієм.
У 1906 році переїхав до Лісабона, де перед поваленням монархії політичне життя було надзвичайно бурхливим, навіть вибуховим. Причому в прямому сенсі — якось на квартирі Акіліну через необережне поводження з бомбою, стався вибух, і загинуло двоє товаришів А. Рібейру. Його самого заарештували як небезпечного бомбіста, однак у січні 1908 року він здійснив втечу з в'язниці і деякий час переховувався у підпіллі.
У травні того ж (1908) року виїхав до Парижа, де провів 7 років (до 1914 року) з короткими відвідинами батьківщини наприкінці 1910-го після проголошення Португальської республіки. В цей час він вивчав філософію в Сорбонні, де познайомився зі своєю першою дружиною Гретою Тідеманн, з якою побрався в Німеччині.
З початком Першої світової війни (1914) повернувся до Португалії, де почав викладати у ліцеї Камоенса.
У 1913 році вийшла друком його перша книга оповідань «Сад буревіїв» (Jardim das tormentas). Батькові присвятив книгу «Шлях манівцями» (A via sinuosa, 1918).
1919 року розпочав працювати в Національній бібліотеці Португалії, активно видавався і співробітничав з тогочасними часописами.
У 1927 і 1928 роках брав участь у невдалих заколотах проти воєнної диктатури, після провалу яких переховувався в Парижі.
Усе подальше життя перебував в опозиції до воєнної диктатури, не раз його заарештовували, змушений був вкотре тікати до Парижа. Своєю творчістю й громадянською позицією та діяльністю неухильно відстоював інтереси широких верств населення супроти утисків владної верхівки.
У 1932 році остаточно осів на Батьківщині.
Починаючи від 1957 року Акіліну Рібейру — дійсний член Португальської Академії наук (секція літератури).
Публікація роману «Коли виють вовки» (Quando os Lobos Uivam, 1958) спричинила наступного року (1959) судовий позов за образу діючої влади та спровокувала гоніння на письменника, викликавши великий політичний резонанс. На захист Рібейру виступили 300 португальських інтелектуалів, які вимагали публічності судового процесу, закордоном петицію на підтримку письменника підписали, зокрема, Франсуа Моріак, Луї Арагон і Андре Моруа. Суд тривав понад півтора року, і в результаті звинувачення з письменника було знято.[джерело?]

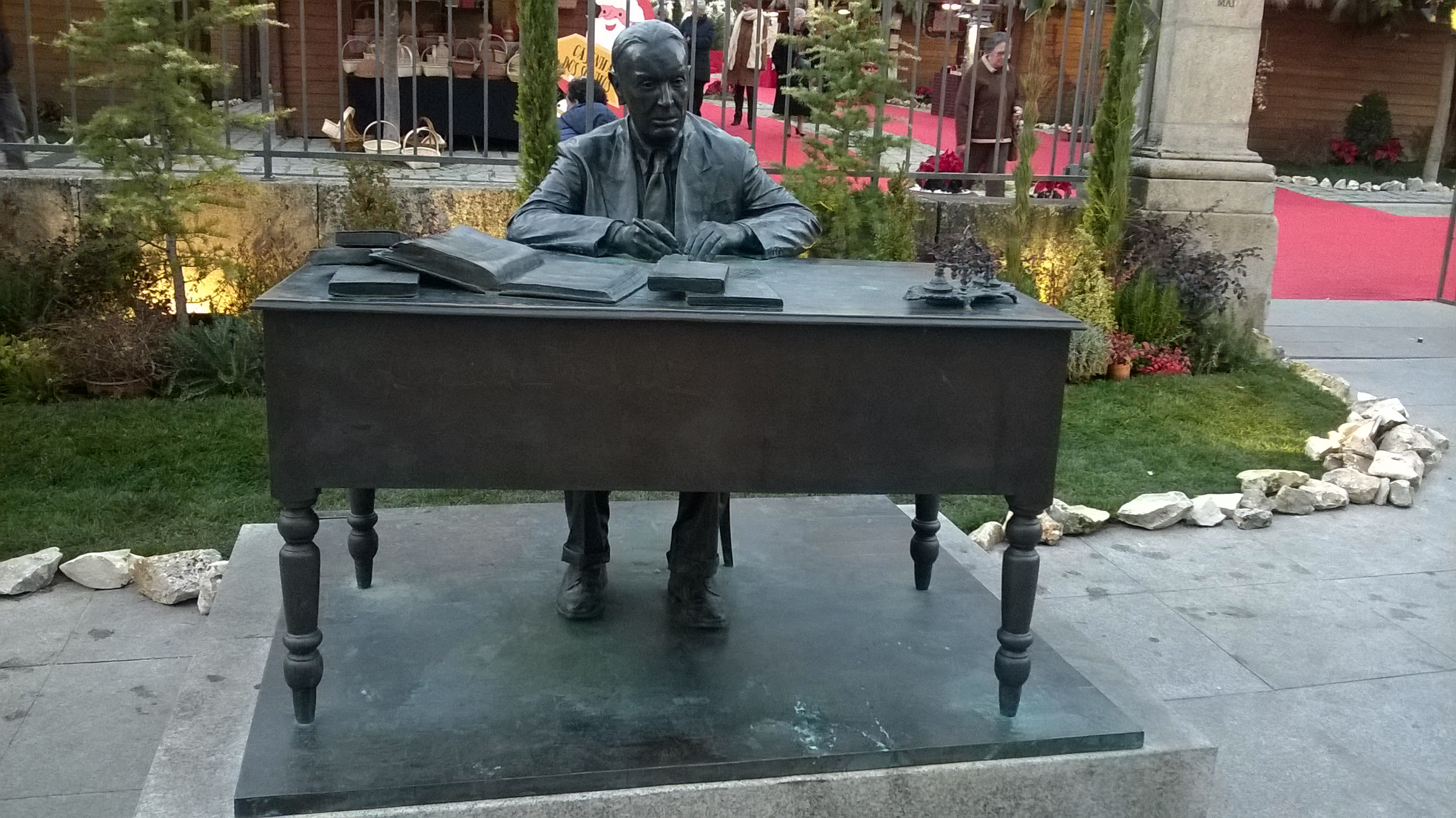
Пам'ятник Рібейру у Візеу на вулиці Формоза. Відкритий у 2013 році

Після смерті (1963) А. Рібейру був похований на цвинтарі Празереш у Лісабоні в мавзолеї португальських письменників. У 2007 році за рішенням Асамблеї Республіки рештки письменника було перенесено у Національний пантеон Португалії.

## Творчість
Акіліну Рібейру є найвидатнішим португальським прозаїком ХХ століття. Світова критика відносить його до народників, реалістів, предтечі неореалізму т. зв. «коїмбрської школи», чия творчість стала передовою для цілої плеяди літературної молоді Португалії, зокрема представників регіонального неореалізму 1930-х.
Творчу діяльність А. Рібейру почав 1907 року як журналіст з публікації фельєтона «Донька садівника» (A Filha do Jardineiro). Перша авторська публікація вийшла в 1913-му — книга оповідань «Сад буревіїв».
Письменник є автором творів різних жанрів, у тому числі спогадів, творів для дітей і підлітків, а також на історичну тематику. Співпрацював з багатьма часописами: Alma Nova (1915—1918), Atlantida (1915—1920) і Ilustração (1926—1939), зі спеціалізованим журналом Revista dos Centenários, який виходив під час Всесвітньої виставки у Португалії (1940) і був приурочений 800-літтю проголошення Королівства Португалія.
Загалом Акіліну Рібейру відомий як автор понад 70 творів, у тому числі 20 романів, причому жодний за своїми якостями не має аналогів у португальській літературі, — саме тому творчість письменника не лягає в рамки якоїсь однієї окремої літературної течії або школи.

### Вибрана бібліографія
Біографії
- 1950 — Luís de Camões: fabuloso e verdadeiro (у 2-х томах)
- 1956 — O romance de Camilo (фундаментальна біографія Каміло Кастело Бранко у 3-х томах  [Архівовано 26 березня 2020 у Wayback Machine.])

Прозова художня література
- 1918 — A Via Sinuosa («Шлях манівцями», роман)
- 1919 — Terras do Demo («Землі Демо», роман)
- 1920 — O Malhadinhas («Мальядіньяш», повість)
- 1922 — Estrada de Santiago («Дорога на Сантьяго», збірник оповідань)
- 1926 — Andam Faunos pelos Bosques («Фавни ходять лісами», роман)
- 1924 — Romance da Raposa («Роман про Лиса», дитяча книга)
- 1930 — O homem que matou o diabo («Людина, яка вбила Диявола», роман)
- 1932 — Batalha Sem Fim («Нескінченний бій», роман)
- 1935 — Quando ao gavião cai a pena («Коли яструб втрачає пір'я», збірник оповідань)
- 1943 — Volfrâmio («Вольфрам», роман)
- 1945 — Lápides partidas («Розбиті надгробки», роман)
- 1957 — A Grande Casa de Romarigães («Великий дім Ромарігаеншів», роман)
- 1958 — Quando os Lobos Uivam («Коли виють вовки», роман)

Переклади на португальську
- 1907 — Antonio Fogazzaro. O Santo («Святий»)
- Miguel de Cervantes Saavedra. D. Quixote de la Mancha
- Xenofonte. O príncipe perfeito (з передмовою перекладача)
- Xenofonte. A retirada dos dez mil (з передмовою перекладача)

У 1970 році (посмертно) були надруковані мемуари А. Рібейру «Сповідь письменника» (Um escritor confessa-se).

## Премії, нагороди і звання
- 1933 — премія премія Рікарду Малейруша за збірник новел As três mulheres de Sansão. Рібейру став першим лавреатом цієї премії, заснованої Лісабонською академією наук у 1933 році в галузі літератури (жанр роман, новела, оповідання).
- 1956 — обраний першим президентом Товариства португальських письменників (Sociedade Portuguesa de Escritores)[8]
- 1958 — обраний дійсним членом Лісабонської академії наук, членом-кореспондентом якої був починаючи від 1935 року
- 1960 — запропонований на здобуття Нобелівської премії з літератури від Товариства португальських письменників[9]
- 1982 — 14 квітня був посмертно нагороджений орденом Свободи з присудженням звання Командора (ComL).

## Особисте життя
Рібейру був одружений двічі. Перший раз одружився з німкенею Гретою Тідеманн (1913), у шлюбі з якою 1914 року народився син Анібал. Вдруге письменник одружився у 1929 році в Парижі з дочкою скинутого президента Португалії Бернардіну Машаду на ім'я Жероніме. В цьому шлюбі також мав сина, названого на честь батька — Акіліну Рібейру Машаду (Aquilino Ribeiro Machado, 1930—2012), що був міським очільником Лісабона у 1977—79 роках.